# Cristian Rodríguez (cyclisme)
Pour le footballeur uruguayen, voir Cristian Rodríguez. Pour les homonymes, voir Rodríguez.
Cristian Rodríguez Martín (né le 3 mars 1995 à El Ejido) est un coureur cycliste espagnol.

## Biographie
Cristian Rodríguez est un grimpeur encore jeune pour progresser et s'annonce comme un coureur prometteur, il est doté de grandes capacités physiques qui lui permettent et lui permettront de s’exprimer dans les cols de haute montagne. 
En 2020, il se classe neuvième du Tour de Hongrie.
Il s'engage pour les saisons 2021 et 2022 en faveur de Total Direct Énergie. Il débute sous ses nouvelles couleurs sur le Grand Prix de Valence, remporté par son coéquipier Lorrenzo Manzin. En mars, il découvre Tirreno-Adriatico (23e du général). En avril, il participe à une deuxième course par étapes World Tour, le Tour du Pays basque (35e). En mai, il remporte une étape et le classement général du Tour du Rwanda. De retour en Europe, il enchaîne les courses dédiées aux grimpeurs avec la Mercan'Tour Classic (22e), le Mont Ventoux Dénivelé Challenges (5e) et la Route d'Occitanie (4e du général). En juillet, il est sélectionné pour prendre part au Tour de France. Il y est échappé lors de la première étape.
Il quitte la formation TotalEnergies pour rejoindre l’équipe Arkéa-Samsic à partir de 2023.

## Palmarès

### Palmarès amateur
- 2012
  - Classement général de la Vuelta al Besaya
- 2013
  - Vuelta al Besaya :
    - Classement général
    - 2ea étape (contre-la-montre par équipes)

  - Bizkaiko Itzulia[4] :
    - Classement général
    - 4eb étape (contre-la-montre)
- 2014
  - 3e de l'Andra Mari Sari Nagusia
  - 3e du championnat d'Andalousie du contre-la-montre espoirs
- 2015
  - Champion d'Andalousie du contre-la-montre espoirs[5]
  - Tour de León :
    - Classement général
    - 3e étape

  - 2e du championnat d'Espagne du contre-la-montre espoirs
  - 3e du championnat d'Andalousie sur route espoirs

### Palmarès professionnel
- 2021
  - Tour du Rwanda :
    - Classement général
    - 8e étape
- 2022
  - 2e du Tour d'Andalousie
- 2023
  - 2e du Tour des Apennins
  - 2e de la Route d'Occitanie
- 2025
  - Mercan'Tour Classic Alpes-Maritimes
  - 2e de l'Andorra MoraBanc Clàssica

## Résultats sur les grands tours

### Tour de France
3 participations
- 2021 : 46e
- 2024 : 36e
- 2025 : 20e

### Tour d'Italie
2 participations
- 2016 : 103e
- 2017 : 52e

### Tour d'Espagne
4 participations
- 2018 : 25e
- 2019 : 50e
- 2023 : 13e
- 2024 : 13e

## Classements mondiaux
| Année                                 | 2016  | 2017 | 2018  | 2019  | 2020 | 2021 | 2022 | 2023 | 2024 |
| ------------------------------------- | ----- | ---- | ----- | ----- | ---- | ---- | ---- | ---- | ---- |
| Classement mondial                    | 1853e | 737e | 1368e | 1124e | 478e | 210e | 274e | 139e | 179e |
| UCI Europe Tour                       | 1227e | 533e | 1533e | 795e  | 395e | 181e | 223e | nc   | nc   |
|                                       |       |      |       |       |      |      |      |      |      |
| Légende : nc = non classéSource : UCI |       |      |       |       |      |      |      |      |      |